# Canberra Vikings
Los Canberra Vikings son un equipo profesional de rugby de Australia con sede en la ciudad de Canberra.
Participa anualmente en el National Rugby Championship, la principal competición de la disciplina en el país.
Su representante en el Súper Rugby es la franquicia de Brumbies.

## Historia
Fue fundada en 1994 con el nombre Camberra Kookaburras y en 1998 adquirió su nombre actual
Desde el año 2014 participa en la principal competición entre clubes de Australia, en la que ha logrado tres subcampeonatos.

## Palmarés
- Subcampeón del National Rugby Championship (3): 2015, 2017 y 2019